# Robert Henry Rew
Sir Robert Henry Rew KCB (4 août 1858 - 7 avril 1929) est un statisticien agricole britannique. Il a une longue carrière dans la fonction publique et est un membre éminent de la Royal Statistical Society dont il est le président de 1920 à 1922.

## Biographie
Il est le fils de Robert Rew (1835-1917), un ministre de la Congrégation à Somerset et Buxton ,. En 1890, il devient secrétaire de la Chambre centrale d'agriculture. Il est secrétaire de la Royal Statistical Society de 1902 à 1920 et leur médaillé Guy en 1905.
Au début de la Première Guerre mondiale, en novembre 1914, Rew est nommé responsable du comité gouvernemental des approvisionnements en céréales, qu'il préside jusqu'en 1916 .
Rew est fait chevalier en 1916. Il se présente deux fois pour les libéraux à Henley (circonscription du Parlement britannique) en 1922 et 1923, mais perd à deux reprises face au conservateur Reginald Terrell ,,,.

## Œuvres
- Ensilage de pile (1888) [9]
- Un fagot agricole: une collection d'articles sur des sujets agricoles (1913) [10]
- 1917, un chapitre sur l'approvisionnement en blé dans une nouvelle édition de The Wheat Problem de William Crookes, publication subventionnée par Lord Rhondda[11] . Les conditions de guerre ont permis à Rew de renforcer le message original de Crookes, sur le lien entre la Sécurité alimentaire et la chimie [12].

Rew est commissaire adjoint de la Commission royale sur la dépression agricole à partir de 1894. Il produit des rapports sur le Norfolk et le Dorset en 1895 ,.